# 余姚城墙
余姚城墙为旧余姚县城城墙，位于中国浙江省宁波余姚市兰江街道城区。余姚城墙原分为规模相近的南北两城，两城隔姚江相望，中有通济桥沟通，今仅存北城南门城楼舜江楼、楼基处城墙及南城南门南溟门城门洞。

## 历史
余姚为秦始皇三十七年（前210）置县，初属会稽郡，后相继属越州、绍兴府。东汉建安五年（200）吴将朱然任余姚长时主持修建北城城墙，位于姚江北岸、龙泉山以东，城围一里二百五十步，高一丈，厚两丈。元至正十七年（1375）方国珍率众扩建，逾月而成，将城西龙泉山围入，城围一千四百六十五丈，高一丈八尺，城基宽两丈，内外均为石砌。明洪武二十年（1387）汤和命绍兴后所千户孙仁增修，并置千户所守城（正统时废），嘉靖时重修。清顺治十五年（1685）增高城垣，乾隆、咸丰时重修。
明嘉靖三十六年（1557）因连年倭寇侵扰，北城不能容纳避乱乡民，而此时姚江南岸已人口繁多，且为学宫所在，于是邑人吕本上疏请于姚江南岸再筑一城，次年建成，城围一千四百四十余丈。
民国十九年（1930）、二十七年（1938）先后奉命拆除城墙，墙基辟为马路，其中1930年拆除今北滨江段（东起和鸣桥、西至牌轩下，保留舜江楼楼基处城墙），1938年拆尽南北两城，北城墙基现为北滨江路、三官堂路、舜水路、南河沿路等，南城墙基现为城下路、舜水路、南滨江路等，现状仅北城南门齐政门城楼舜江楼及楼基处城墙原址保存，此外南城南门南溟门的城门洞被拆除后由邑人邵之传等迁至城南潭家岭重建（今谭家岭村谭家岭茶场的小山顶上），题额为瓜瓞亭。

## 规划与建筑
北城共设陆门5座，东为通德门，西为龙泉门，南为齐政门，西北为武胜门，东北为后清门，乾隆二十七年（1762）重修时改通德门为澄清门，龙泉门为迎恩门，后清门为候青门，连接齐政门和候青门的虞宦街为北城内主要的商业街（民国时以王阳明诏赠新建侯改名为新建路）；水门3座，分别为小南门（俗称新陆门，位于齐政门西侧）、东水阊和西水阊（分别位于候青门东西两侧）。
北城内主要建筑有余姚县署（已不存）、城隍庙、试院（已不存）、龙泉寺、龙山书院和瑞云楼（王阳明故居）等，其中县署位于齐政门内、秘图山南麓（原县东街、县西街，今府前路），前堂后宅，中有荷花池相隔（图），东西分别为典史署和县丞署，县署的创建与县城同时，其作为余姚县（市）治所的历史直至1995年余姚市人民政府迁址最良江畔的兰江路为止。县署东有城隍庙、试院、巡防署、城守署（与巡防署均在今县东街一带）和都司署（原都司前，今工人路北）等。城内西南为龙泉山（今龙山公园），山南麓有龙泉寺、龙山书院及数座祠堂（包括祭祀严光的子陵祠，祭祀谢迁的文正祠，祭祀孙燧的忠烈祠，祭祀吕本的文安祠等），城内西北角为校场（今山后新村西北部）。
南城共设陆门4座，东为东泰门，西为西成门，南为南明门（后改称南溟门），北为北固门，南北两门笔直相对，连接两座城门的直街为南城内主要的商业街（抗战初期以黄宗羲号改名为南雷路），南城北门北固门城楼（枕江楼）又与北城南门齐政门城楼（舜江楼）隔江相峙；小陆门2座，分别为恩波门、流泽门（分别位于北固门东西两侧，后改称东旱门、西旱门）；水门初建时为2座，分别为左通门（位于北固门东侧）和右达门（位于西旱门西侧，门外为大黄桥），后陆续增开巽水门（位于南明门东侧，为万历二十三年（1595）增设，以引水入学宫前）和小黄桥水门（位于右达门西侧，门外为小黄桥）。
南城内主要建筑有学宫（余姚县学文庙，主体建筑已不存，仅存泮桥，已迁至龙泉山北麓青少年宫后）、赵考古祠和宰辅第（吕本故居）等，其中学宫位于学弄（今学前街实验小学东首），前庙后学，东有教谕署、训导署，庙前泮池与河相通（图）。